# Rasmus Tiller
Rasmus Fossum Tiller (* 28. července 1996) je norský profesionální silniční cyklista jezdící za UCI ProTeam Uno-X Mobility.

## Hlavní výsledky
2016
Národní šampionát
5. místo silniční závod do 23 let
2017
Národní šampionát
 vítěz silničního závodu
3. místo silniční závod do 23 let
3. místo Gent–Wevelgem U23
5. místo Grote Prijs Marcel Kint
2018
Grand Prix Priessnitz spa
vítěz prologu
Národní šampionát
2. místo silniční závod
5. místo Tro-Bro Léon
2019
Národní šampionát
4. místo silniční závod
2021
vítěz Dwars door het Hageland
2. místo Le Samyn
2. místo Binche–Chimay–Binche
3. místo Tour du Finistère
5. místo Tro-Bro Léon
5. místo Antwerp Port Epic
6. místo Grand Prix de Wallonie
2022
Národní šampionát
 vítěz silničního závodu
2. místo Binche–Chimay–Binche
6. místo Omloop Het Nieuwsblad
6. místo Nokere Koerse
9. místo Le Samyn
10. místo Dwars door het Hageland
2023
vítěz Dwars door het Hageland
Tour of Britain
vítěz 7. etapy
2. místo Druivenkoers Overijse
2. místo Circuit Franco–Belge
3. místo Grand Prix du Morbihan
Národní šampionát
5. místo silniční závod
5. místo Tro-Bro Léon
Mistrovství Evropy
6. místo silniční závod
Deutschland Tour
7. místo celkově
8. místo Egmont Cycling Race

### Výsledky na Grand Tours
| Grand Tour      | 2019 | 2020 | 2021 | 2022 | 2023 | 2024 |
| --------------- | ---- | ---- | ---- | ---- | ---- | ---- |
| Giro d'Italia   | —    | —    | —    | —    | —    | —    |
| Tour de France  | —    | —    | —    | —    | 108  | 105  |
| Vuelta a España | 130  | —    | —    | —    | —    |      |

| —   | Nezúčastnil se |
| DNF | Nedokončil     |